# Milia (Famagusta)
Milia (en griego: Μηλιά), (en turco: Yıldırım) es un pueblo en el Distrito de Famagusta de Chipre.